# Billy Idol (album)
Billy Idol è l'album di debutto del cantante britannico Billy Idol (escludendo il minialbum Don't Stop del 1981), pubblicato nel 1982 dalla Chrysalis Records.

## Il disco
L'uscita dell'album fu preceduta dal singolo Hot in the City, che riscosse un buon successo. Il secondo singolo estratto fu White Wedding, che entrò nella Top 40 inglese. L'album allora venne ristampato con l'aggiunta del singolo contenuto in Don't Stop, Dancing with Myself, e raggiunse la posizione 45 della Billboard 200. La RIAA certificò l'album come disco d'oro il 28 giugno 1984.

## Tracce
1. Come On, Come On – 4:00
2. White Wedding, Pt. 1 – 4:12
3. Hot in the City – 3:38
4. Dead on Arrival – 3:55
5. Nobody's Business – 4:06
6. Love Calling – 4:56
7. Hole in the Wall – 4:11
8. Shooting Stars – 4:34
9. It's So Cruel – 5:11
10. Dancing With Myself – 3:20

## Musicisti

### Artista
- Billy Idol - voce, chitarra elettrica

### Altri musicisti
- Steve Stevens - chitarra, basso, sintetizzatore, tastiere
- Phil Feit - basso
- Steve Missal - batteria